# Black Isle

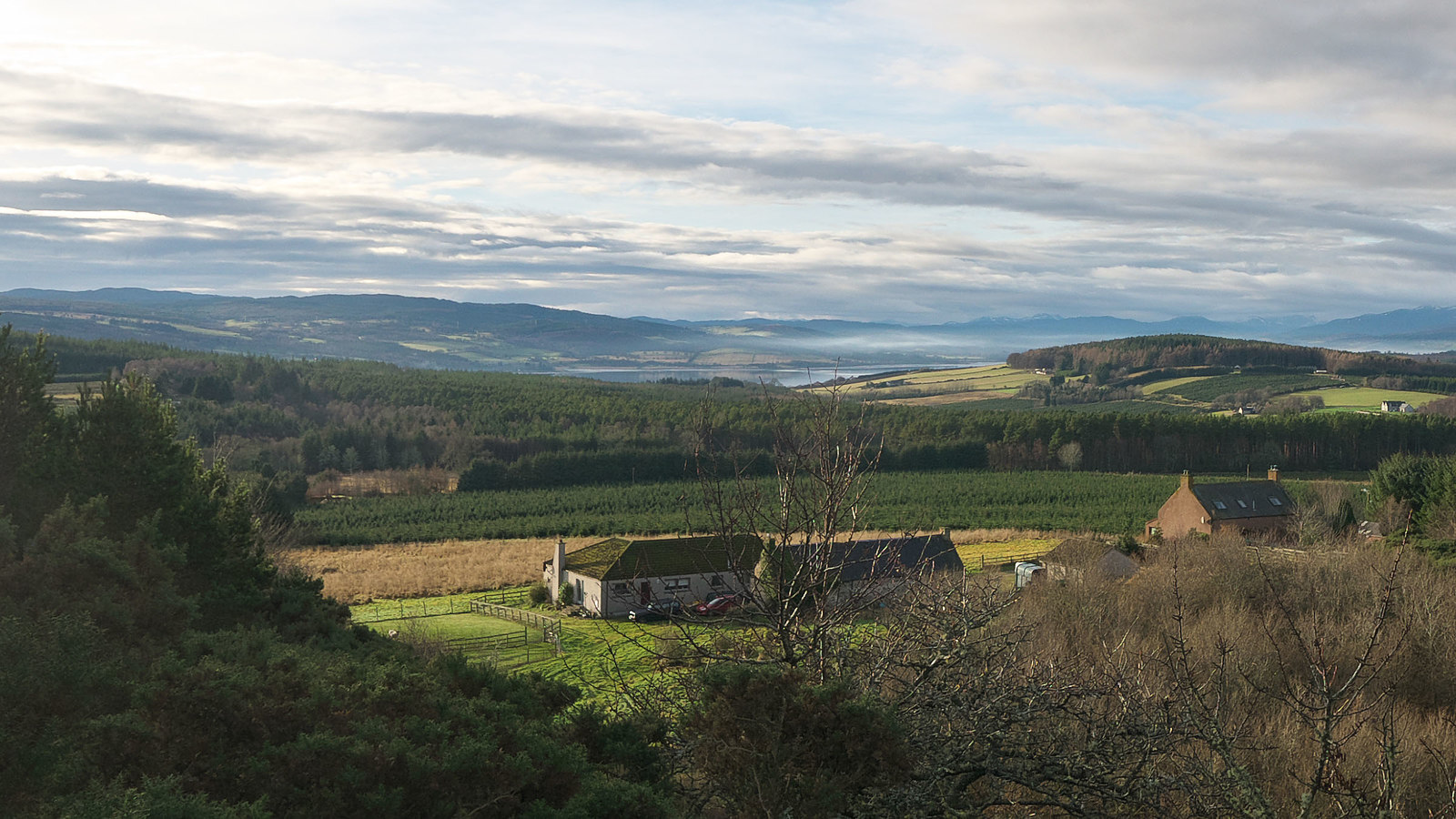
Landschaft auf der Black Isle

Die Black Isle (Scottish Gaelic: an t-Eilean Dubh) ist ein Landstrich in den östlichen schottischen Highlands innerhalb der ehemaligen Grafschaft Ross and Cromarty. Im Englischen wird der Name fast ausschließlich in Verbindung mit dem bestimmten Artikel genannt („the Black Isle“).
Auf der Black Isle befindet sich das Dorf Cromarty sowie Conon Bridge, Muir of Ord, Munlochy, Avoch, Rosemarkie, Fortrose, Tore und Culbokie.

## Geografie
Trotz des Namens ist die Black Isle (deutsch „die Schwarze Insel“) eine Halbinsel – im Gälischen steht das Wort eilean sowohl für eine Insel als auch für eine Halbinsel – und wird an drei Seiten von Förden mit Wasser umgeben. Im Norden die Cromarty Firth, im Süden die Beauly Firth und die Moray Firth im Osten. Die westliche Grenze der Black Isle wird von verschiedenen Flüssen markiert. Der River Conon trennt Maryburgh (etwa 1,5 km von Dingwall entfernt) von Conon Bridge, welches das erste Dorf auf der Black Isle, von der nordwestlichen Seite aus, ist. Als südwestliche Grenze wird entweder ein kleiner Zufluss des River Beauly, der das Dorf Beauly (in Inverness-shire) und Muir of Ord (auf der Black Isle und in Ross and Cromarty) trennt, wodurch er gleichzeitig den Beginn der Black Isle markiert und die beiden Grafschaften voneinander abgrenzt. Alternativ wird der River Beauly selbst als Grenze zur Black Isle angesehen, wodurch auch Beauly der Black Isle zugerechnet wird, trotz seiner offiziellen Zugehörigkeit zu Inverness-shire.

## Besonderheiten

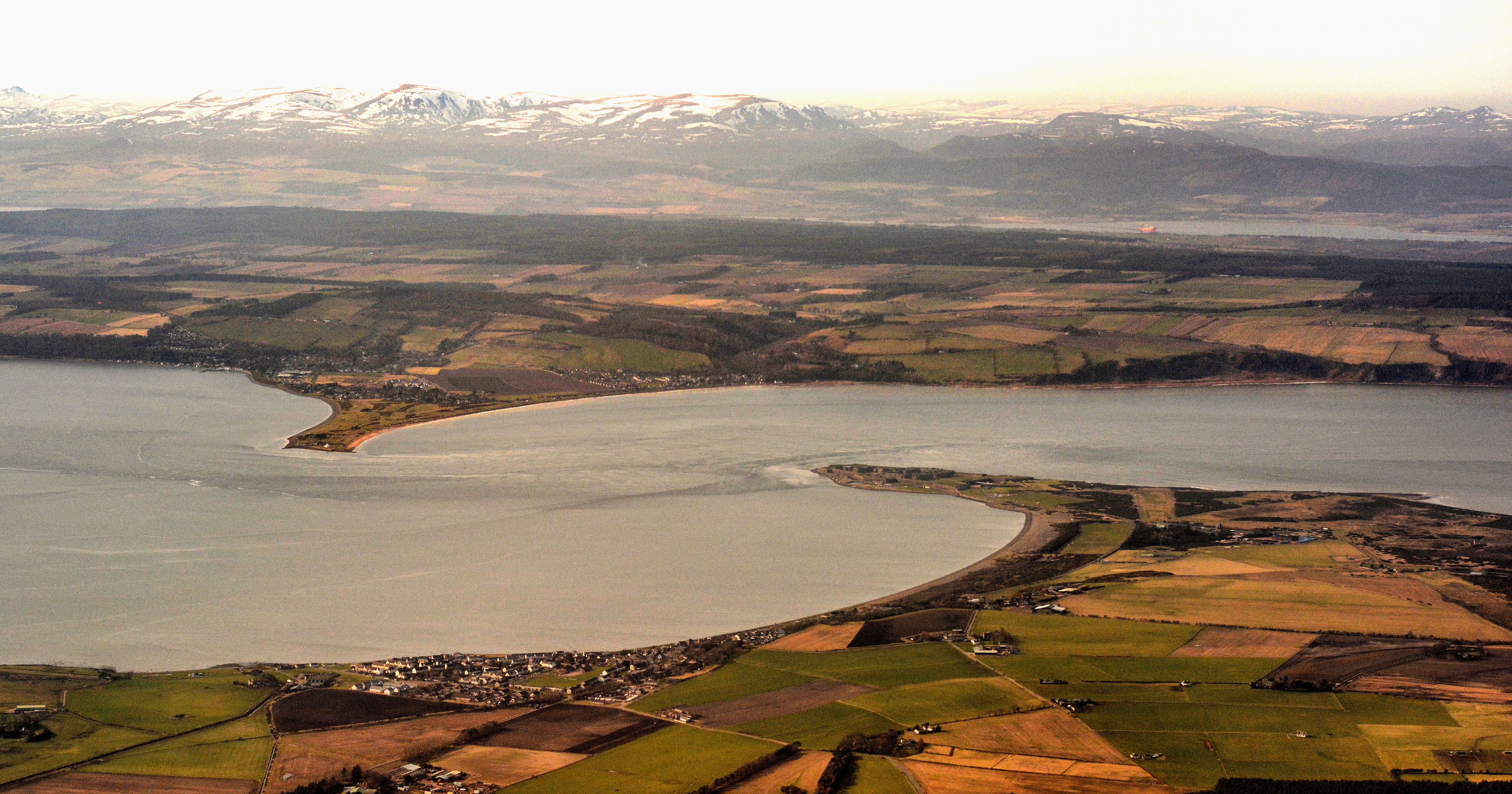
Die Insel von Inverness-shire aus gesehen

Die Black Isle erfuhr als eine der ersten Gegenden der nördlichen Highlands agrarwirtschaftliche Neuerungen und wurde von Flachland-Schäfern und Bauern, besonders aus dem Nordosten, besiedelt.
2002 war die Insel Schauplatz eines Bürgerprotests gegen genmanipulierte Landwirtschaft.
Auf der Black Isle standen einst das Schloss Chanonry of Ross und die Festung Ormond Castle. Chanonry of Ross wurde im 18. Jahrhundert vollständig zerstört, es finden sich heute keine Überreste. Ormond Castle besteht heute nur noch als eine kleine Ruine, es wurde bereits Mitte des 17. Jahrhunderts auf Anordnung Oliver Cromwells eingerissen, da dieser sich seine eigene Festung im wenige Kilometer südlich gelegenen Inverness errichten ließ. Auf der Halbinsel liegen der Cairn von Belmaduthy, der Cairn von Balnaguie und der Carn Glas.

## Wirtschaft
Auf der Black Isle wird hauptsächlich Land- und Forstwirtschaft sowie Tourismus betrieben. Es gibt die Whiskybrennerei Glen Ord und die kleine Brauerei Black Isle Brewery Ltd., die verschiedene Biersorten herstellt. Am 1. August jeden Jahres findet bei Muir of Ord die Landwirtschaftsausstellung „The Black Isle Show“ statt. Daneben dient die Black Isle als Pendlerwohngegend für Inverness.